# قرار مجلس الأمن التابع للأمم المتحدة رقم 991
قرار مجلس الأمن التابع للأمم المتحدة رقم 991، المتخذ بالإجماع في 28 نيسان / أبريل 1995، بعد التذكير بجميع القرارات والبيانات المتعلقة بالحالة في السلفادور، أنهى المجلس بعثة مراقبي الأمم المتحدة في السلفادور.
واعترف المجلس بأن السلفادور قد خرجت من نزاعات إلى دولة ديمقراطية ومسالمة وأشاد بجهود البعثة. ورحب بالتزام السلفادوريين حكومة وشعباً بالمصالحة الوطنية واستقرار الحياة السياسية في البلاد.
وحث كل من حكومة السلفادور وجبهة فارابوندو مارتي للتحرير الوطني على التعجيل بتنفيذ اتفاقات السلام ذات الصلة لضمان عدم رجوع عملية السلام، بينما سيواصل المجتمع الدولي تقديم المساعدة.
واختتم القرار بالتأكيد على أن ولاية البعثة ستنتهي في 30 أبريل 1995، وفقاً للقرار 961 (1994).

## روابط خارجية
- نص القرار في undocs.org